# Pierre Trullemans
Pierre Trullemans (* 28. März 1898 in Forest/Vorst; Todesdatum unbekannt) war ein belgischer Langstreckenläufer.
Bei den Olympischen Spielen 1920 in Antwerpen kam er im Crosslauf auf den 41. Platz. Über 5000 m und im 3000-Meter-Mannschaftsrennen schied er im Vorlauf aus.